# Petr Konečný
Pour les articles homonymes, voir Koneczny.
Petr Konečný est un joueur tchèque de volley-ball né le 16 février 1975 à Olomouc (région d'Olomouc). Il mesure 2,03 m et joue central. Il totalise 80 sélections en équipe de République tchèque. Il est marié et a deux enfants.

## Clubs
| Club                 | De        | À         |
| -------------------- | --------- | --------- |
| Dukla Libereč        | 1992-1993 | 1997-1998 |
| Radson Hees-Bilzen   | 1998-1999 | 1998-1999 |
| Hypo Tirol Innsbrück | 1999-2000 | 2002-2003 |
| Arago de Sète        | 2003-2004 | 2007-2008 |
| Tours Volley-Ball    | 2008-2009 | 2011-2012 |

## Palmarès
- Championnat de France (2)
  - Vainqueur : 2010, 2012
  - Finaliste : 2005, 2011
- Championnat d'Autriche
  - Finaliste : 2002
- Coupe de France (3)
  - Vainqueur : 2009, 2010, 2011
  - Finaliste : 2004
- Coupe de République tchèque (1)
  - Vainqueur : 1995